# سوبا (بوگوتا)
سوبا (به اسپانیایی: Suba) یک منطقهٔ مسکونی در کلمبیا است که در بوگوتا واقع شده‌است. سوبا ۱۰۰٫۵۶ کیلومتر مربع مساحت و ۱٬۱۶۱٬۵۰۰ نفر جمعیت دارد و ۲٬۷۰۰ متر بالاتر از سطح دریا واقع شده‌است.